# Бордонада, Гленн
Гленн Бордонада (исп. Glenn Bordonada, род. 25 июня 1951) — филиппинский шахматист, национальный мастер.
Один из сильнейших филиппинских шахматистов 1970-х гг.
В составе сборной Филиппин участник двух шахматных олимпиад 1974 и 1978 гг. (в 1978 г. показал лучший результат на 4-й доске). Также в составе национальной сборной трижды становился победителем командных чемпионатов Азии.
В 1975 г. представлял Филиппины в зональном турнире.

## Спортивные результаты
| Год  | Город        | Соревнование                                            | + | − | = | Результат | Место              |
| ---- | ------------ | ------------------------------------------------------- | - | - | - | --------- | ------------------ |
| 1974 | Ницца        | XXI Олимпиада (сборная Филиппин, 2-й запасной)          | 4 | 5 | 2 | 5 из 11   |                    |
|      | Пинанг       | Командное первенство Азии (сборная Филиппин, 2-я доска) |   |   |   |           | Команда — чемпион  |
| 1975 | Мельбурн     | Зональный турнир                                        | 3 | 2 | 7 | 6½ из 12  | 5                  |
|      |              | Открытый чемпионат Австралии                            |   |   |   |           | [ 3 ]              |
| 1977 | Окленд       | Командное первенство Азии (сборная Филиппин, 3-я доска) |   |   |   |           | Команда — чемпион  |
| 1978 | Буэнос-Айрес | XXIII Олимпиада (сборная Филиппин, 4-я доска)           | 5 | 0 | 4 | 7 из 9    | 1-е место на доске |
| 1979 | Манила       | Международный турнир                                    | 3 | 5 | 5 | 5½ из 13  | 10—11              |
|      | Джакарта     | Международный турнир                                    | 2 | 4 | 5 | 4½ из 11  |                    |
|      | Сингапур     | Командное первенство Азии (сборная Филиппин, 4-я доска) |   |   |   |           | Команда —чемпион   |

## Изменения рейтинга
| Графики недоступны из-за технических проблем. См. информацию на Фабрикаторе и на mediawiki.org. |